# Розкопачев
Розкопачев (пол. Rozkopaczew) — село в Польщі, у гміні Острів-Любельський Любартівського повіту Люблінського воєводства.
Населення — 1042 особи (2011).

## Демографія
Демографічна структура станом на 31 березня 2011 року:
|          | Загалом | Допрацездатний вік | Працездатний вік | Постпрацездатний вік |
| -------- | ------- | ------------------ | ---------------- | -------------------- |
| Чоловіки | 517     | 113                | 327              | 77                   |
| Жінки    | 525     | 98                 | 272              | 155                  |
| Разом    | 1042    | 211                | 599              | 232                  |